# Judelle
La Judelle est une rivière de France dans les deux départements du Cher et de la Nièvre, en régions Centre-Val de Loire et Bourgogne-Franche-Comté, et un affluent direct de la Loire en rive gauche.

## Géographie

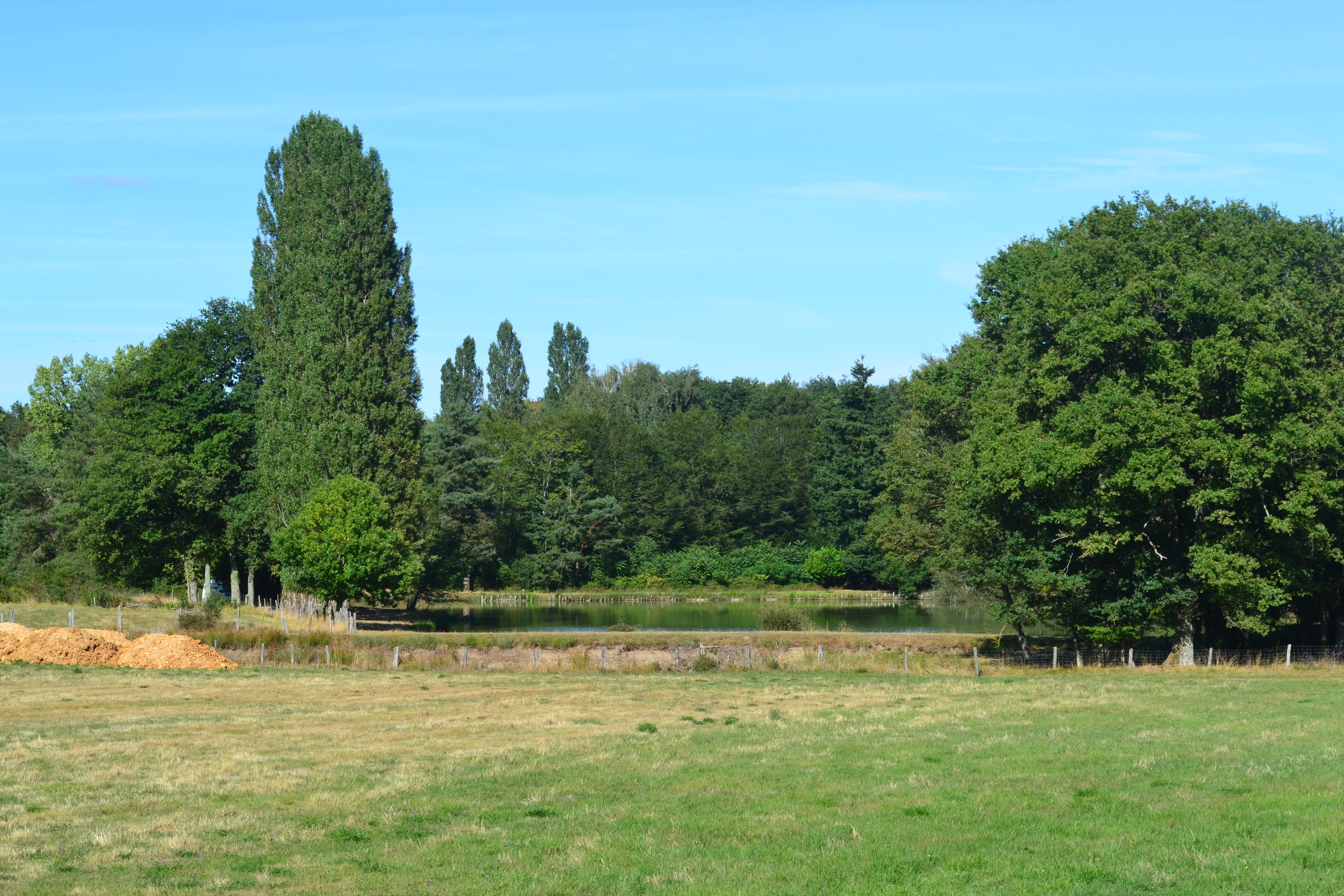
L'étang d'où la Judelle prend sa source.

Elle prend sa source au pied du Faît des Marnes au hameau des Étangs dans plusieurs étangs successifs, sur la commune de Savigny-en-Sancerre et à 241 m d'altitude. Elle l’élargit au fur et à mesure de son trajet, puis elle se déverse dans la Loire au dévidoir de Léré après 11,6 km de parcours. Elle est gonflée en chemin par le Moulin Neuf d'une longueur de 17,4 km.

### Communes et cantons traversés
Dans les deux départements du Cher et de la Nièvre, la Judelle traverse trois communes et deux cantons :
- dans le sens amont vers aval : Savigny-en-Sancerre (source), Léré, La Celle-sur-Loire (confluence) ;
- soit en termes de cantons, la Judelle prend source dans le canton de Léré et conflue dans le canton de Cosne-Cours-sur-Loire-Nord, dans les arrondissements de Bourges et de Cosne-Cours-sur-Loire.

### Affluents
La Judelle a un affluent référencé : le Moulin Neuf (rive droite) 17,4 km sur trois communes avec quatre affluents.

## Pêche et peuplements piscicoles
Sur le plan piscicole, la Judelle est classée en deuxième catégorie piscicole. L'espèce biologique dominante est constituée essentiellement de poissons blancs (cyprinidés) et de carnassiers (brochet, sandre et perche).

### Réserve biologique
Un cours d’eau est considéré comme réserve biologique lorsqu'il comprend une ou plusieurs zones de reproduction ou d’habitat des espèces de phytoplanctons, de macrophytes et de phytobenthos, de faune benthique invertébrée et l’ichtyofaune, et permet leur répartition dans un ou plusieurs cours d’eau du bassin versant. Les réservoirs biologiques, nécessaires au maintien ou à l’atteinte du bon état écologique des cours d’eau, correspondent donc :
- à un tronçon de cours d’eau ou annexe hydraulique qui va jouer le rôle de pépinière, de « fournisseur » d’espèces susceptibles de coloniser une zone naturellement ou artificiellement appauvrie (réensemencement du milieu) ;
- à des aires où les espèces peuvent accéder à l’ensemble des habitats naturels nécessaires à l’accomplissement des principales phases de leur cycle biologique (reproduction, abri-repos, croissance, alimentation).

Dans le cadre des travaux préparatoires à l'élaboration de ce classement au sein du SDAGE Loire-Bretagne 2016-2021, la Judelle et ses affluents, depuis la source jusqu'à sa confluence avec la Loire, sont répertoriés comme réserve biologique, sous l'identifiant RESBIO_744. Les espèces présentes sont : la lamproie de Planer, le chabot, le brochet, l'anguille.